# گریسون هال
گرِیسون هال (انگلیسی: Grayson Hall; ۱۸ سپتامبر ۱۹۲۲ – ۷ اوت ۱۹۸۵) یک هنرپیشه اهل ایالات متحده آمریکا بود.
از فیلم‌ها یا برنامه‌های تلویزیونی که وی در آن نقش داشته است می‌توان به شب ایگوانا اشاره کرد.